# Budapest Honvéd FC
Budapest Honvéd FC – węgierski wielosekcyjny klub sportowy z siedzibą w Budapeszcie. Obecnie sekcja piłkarska klubu uczestniczy w rozgrywkach Nemzeti Bajnokság II.

## Historia

### Chronologia nazw
- 1909: Kispesti Athlétikai Club (AC)
- 1926: Kispesti FC
- 1944: Kispesti AC
- 1949: Honvéd Sport Egyesület (SE)
- 1951: Budapesti Honvéd Sport Egyesület (SE)
- 1991: Kispest-Honvéd FC
- 1996: Kispest-Honvéd Football Club
- 2003: Budapest Honvéd Futball Club

### Pierwsze lata
Klub został założony 10 sierpnia 1908 r. jako Kispesti Athlétikai Club przez Dr. Balinta Vargę, nauczyciela. Pierwsi członkowie klubu nie zgadzali się z jego „konstytucją”, aż do 3 sierpnia 1909 r., stąd też rok 1909 często pojawia się jako data założenia klubu (wtedy wszyscy się pod nią podpisali). Kispest był wówczas miasteczkiem w pobliżu Budapesztu. KAC był popularny w Kispescie i stale się rozwijał. W 1913 r. dzięki zaangażowaniu kibiców i miejscowej społeczności na Sárkány Utca (ul. Smocza) został wybudowany klubowy stadion i kompleks sportowy. Drużyny przyjezdne nazywały obiekt „Jaskinią Smoka”. W 1927 r. zmodernizowano stadion. Przez pierwsze 30 lat istnienia zespół był trochę więcej niż klubem małego miasteczka. Grał w I lidze węgierskiej od 1916 r. Poważny sukces przytrafił się mu w 1926 r. Było to zdobycie Pucharu Węgier. W latach 30. w drużynie grali Rezső Rozgonyi, Rezső Somlai (reprezentanci na MŚ 1934) i Ferenc Puskás I, ojciec Ferenca Puskása, a później trener drużyny, w latach 40. W 1935 r. spłonęły drewniane trybuny, jednak obrotny prezes Józef Molnár ochronił klub przed kryzysem i jeszcze w tym samym roku powstały nowe betonowe. Kispesti AC przenieśli się w styczniu 1938 r. na nowy kompleks, który znajdował się niedaleko od dawnej „jaskini smoka”. Stadion mieścił 8000 miejsc, po meczu zawodnicy mogli wziąć nie tylko prysznic, ale i ciepłą kąpiel, co było wówczas sporym osiągnięciem. Modernizacja trwała nadal i 12 lutego 1939 r. stadion piłkarski był częściowo zadaszony i miał już 15 000 miejsc.

### Przekształcenie się w Honvéd
W 1943 r. w zespole zadebiutowali zarówno Ferenc Puskás, jak i József Bozsik. 1945 rok w historii Budapesztu oznacza spore zniszczenia, gdyż Armia Czerwona zniewoliła miasto, nie bez walki. Ludność Kispestu jeszcze w 1945 r. odnowiła dach i zrekonstruowała murawę na stadionie.
W sezonie 1947/48 trenerem KAC był słynny Béla Guttman. Kispest zaczął wtedy należeć do ligowej czołówki, jednak tak naprawdę złota era klubu rozpoczęła się w 1949 r. wraz z przejęciem przez Ministerstwo Obrony Narodowej. Kispest stał się klubem wojskowym, a za tą przemianą stał Gustaw Sebes, który miał akurat taką wizję węgierskiej piłki, by dominowały w niej dwa, góra trzy kluby. Rok 1950 przynosi Kispestowi całkowitą zmianę nazwy. Wojsko narzuciło mu Honvéd, a administracja – Budapeszt, gdyż w tym roku Kispest został włączony do stolicy, jako jej XIX dzielnica. Honvéd oznacza w węgierskiej historii obrońcę ojczyzny z XIX wieku, a słowo to często używano później zamiennie z szeregowym.

### Złota Era
Honvéd posiadał już dwie gwiazdy – Puskása i Bozsika, a dzięki nieograniczonym możliwościom sprowadził sobie pozostałe: Sándor Kocsis, Zoltán Czibor, László Budai przyszli z FTC, Gyula Lóránt z Vasasu i bramkarz Gyula Grosics z Dorogu. Zespół stanowił kościec reprezentacji Węgier i wizytówkę węgierskiej piłki. Wygrywać zaczął niemal od razu mistrzostwa kraju – 1949/50, 1950, 1952, 1954, 1955. Do 1956 r. tylko MTK dwukrotnie pozbawiło tytułu „wojskowych”. Honvéd traktowano już jako najlepszy klub na kontynencie, postanowiono więc rozegrać prestiżowy mecz towarzyski z mistrzem Anglii – Wolverhampton Wanderers 13 grudnia 1954 r. Mimo że do przerwy „wojskowi” prowadzili 2:0, to ostatecznie przegrali 2:3. W 1955 r. postanowiono rozbudować bazę klubową, piłkarze musieli więc rozgrywać wszystkie mecze na wyjeździe. Notowano wówczas najwyższą frekwencję ligową w historii ligi. Na ważne mecze na Nepstadion ściągało często koło 90 000 ludzi. Gdy w 1956 r. wybuchła Rewolucja Węgierska Honvéd grał akurat w Pucharze Mistrzów przeciw Bilbao. Władze kazały wycofać się drużynie z rozgrywek, ta odmówiła i mecz rewanżowy, po porażce 2:3 w Hiszpanii, rozegrała w Brukseli. Padł remis 3:3, jednak napięcie towarzyszące piłkarzom związało im nogi. Na stadionie czatowały na nich służby specjalne, a kraju trwało powstanie. Po tym meczu zespół wbrew władzom poleciał na tournée do Ameryki. Po powrocie część zawodników zdecydowała się pozostać za granicą (Puskás, Czibor, Koscis), inni wrócili do kraju.

### Po Rewolucji
Sezon 1957 był dla klubu fatalny. Trwał zaledwie pół roku, a właśnie wtedy zawodnicy byli zgaszeni psychicznie po wydarzeniach poprzedniego roku. Mimo że w klubie pojawili się Lajos Tichy i Lajos Kocsis zespół utrzymał się w lidze tylko dzięki jej powiększeniu, o którym zdecydował związek piłkarski. Okres lat 60. i 70. nie przyniósł zespołowi sukcesów. Zdobył on tylko krajowy Puchar w 1964 r. na europejskich boiskach nie mógł przebrnąć ćwierćfinału, a w lidze nie zdobył mistrzostwa, choć po krótkim kryzysie 1957 roku, niemal zawsze był w czołówce. W 1967 r. na stadionie Honvédu zadebiutowało oświetlenie. Stadion mieścił 25 000 kibiców. Stagnację w klubie zakończył Lajos Tichy powracający do zespołu tym razem w roli trenera.

### Dobre lata 80.
W sezonie 1979/80 po 25 latach „wojskowi” znów zostali mistrzem kraju. Tichy miał w drużynie takie gwiazdy jak Imre Garaba, Káláman Kovács, Lajos Détári, Béla Illés, Gábor Halmai czy István Vincze. Wystarczyło to, by zdominować ligę aż do 1993 r. W tym okresie Honvéd zdobył 8 tytułów, jednak był za słaby, żeby zdobyć „coś” w Europie. W 1986 r. jako pierwszy węgierski klub nadał stadionowi imię swojego sławnego piłkarza Józsefa Bozsika.

### Teraźniejszość
W 1991 r. powróciła tradycyjna nazwa Kispest, klub nazywał się teraz Kispest-Honvéd. Pod tą nazwą zdobyli jeszcze mistrzostwo, jednak od połowy lat 90. klub stał się ligowym średniakiem i mocno podupadł. W 1996 roku zdobył jeszcze Puchar Węgier, jednak później coraz większa szarzyzna wkradała się w życie klubu, jak i całej piłki węgierskiej. Gdy po 2001 r. zdecydowano się zmniejszyć ligę do 12 klubów, Kispest miał kłopoty. W pierwszym roku utrzymał się, jednak sezon 2002/03 zakończył się spadkiem, pierwszym od czasów I wojny światowej. Banicja trwała tylko rok. W październiku 2004 klub zbankrutował, na jego miejsce wszedł kontynuując jego tradycję Budapesti Honvéd FC. W piłkarzy zainwestował amerykański biznesmen George F. Hemingway. Dzięki temu w sezonie 2007/08 pierwszy raz od 14 lat Honvéd miał być w czołówce ligi, jednak słaba wiosna dała na koniec sezonu tylko 8. miejsce. W 2006 r. przeprowadzono gruntowną renowację stadionu; zainstalowano krzesełka, zrobiono nową wylewkę betonową, odrestaurowano trybunę krytą. Sezon 2012/13 klub zakończył na trzeciej pozycji, co było dla niego pierwszym podium od 19 lat, natomiast cztery lata później zdobył dość niespodziewanie mistrzostwo. Klub jednak nie osiągnął wyższego pułapu sportowego, raczej był to krótki okres, po którym wrócił do środka tabeli, a w 2023 r. spadł z ligi. 

## Osiągnięcia
- Mistrz Węgier (14 razy): 1949/50, 1950, 1952, 1954, 1955, 1979/80, 1983/84, 1984/85, 1985/86, 1987/88, 1988/89, 1990/91, 1992/93, 2016/2017
- Wicemistrzostwo Węgier (12 razy): 1919/20, 1946/47, 1951, 1953, 1957/58, 1963, 1964, 1969, 1971/72, 1974/75, 1977/78, 1993/94
- III miejsce Mistrzostw Węgier (6 razy): 1948/49, 1958/59, 1970, 1982/83, 1991/92, 2012/13
- Puchar Węgier (8 razy): 1925/26, 1964, 1984/85, 1988/89, 1995/96, 2006/07, 2008/2009, 2019/2020
- Finał Pucharu Węgier (11 razy): 1954/55, 1968, 1969, 1972/73, 1982/83, 1987/88, 1989/90, 1993/94, 2003/04, 2007/08, 2018/19
- W lidze: 1916/17-2002/03, 2004/05-2022/23
- Zdobywca Pucharu Mitropa: 1959

## Skład 2017/2018
| Nr | Poz. | Piłkarz          |
| -- | ---- | ---------------- |
| 2  | OB   | Dávid Bobál      |
| 6  | PO   | Dániel Gazdag    |
| 7  | NA   | Davide Lanzafame |
| 8  | OB   | George Ikenne    |
| 9  | NA   | Márton Eppel     |
| 11 | NA   | Kadima Kabangu   |
| 13 | OB   | Tibor Heffler    |
| 15 | OB   | Stefan Deák      |
| 16 | PO   | Zsolt Pölöskei   |
| 17 | NA   | Danilo Cirino    |
| 18 | BR   | András Horváth   |
| 22 | PO   | Milán Májer      |

| Nr | Poz. | Piłkarz                |
| -- | ---- | ---------------------- |
| 23 | PO   | Bence Banó-Szabó       |
| 24 | PO   | Đorđe Kamber (kapitan) |
| 25 | OB   | Ivan Lovrić            |
| 33 | OB   | Tonci Kukoc            |
| 36 | OB   | Botond Baráth          |
| 57 | PO   | Filip Holender         |
| 61 | OB   | Tomáš Košút            |
| 66 | BR   | Attila Berla           |
| 77 | PO   | Gergő Nagy             |
| 92 | NA   | Kristóf Herjeczki      |
| 98 | NA   | Bálint Tömösvári       |
| 99 | BR   | Dávid Gróf             |